# Anthophora aestivalis
Anthophora aestivalis là một loài Hymenoptera trong họ Apidae. Loài này được Panzer mô tả khoa học năm 1801.